# Кривени
Кривени (на македонска литературна норма: Кривени) е село в община Ресен, Северна Македония.

## География
Селото e високопланинско, разположено на север от град Ресен, в Илинската планина.

## История
В XIX век Кривени е село в Битолска кааза, нахия Горна Преспа на Османската империя. В „Етнография на вилаетите Адрианопол, Монастир и Салоника“, издадена в Константинопол в 1878 година и отразяваща статистиката на населението от 1873 година, Кървени (Krvéni) е посочено като село с 49 домакинства и 150 жители българи.
Според статистиката на Васил Кънчов („Македония. Етнография и статистика“) от 1900 година Кривени има 450 жители, всички българи християни.
На Етнографската карта на Битолския вилает на Картографския институт в София от 1901 година Кривени е чисто българско село в Битолската каза на Битолския санджак с 95 къщи.
По време на Илинденското въстание Кривени е нападнато на два пъти от турска армия и башибозук - на 15 и 19 август. Населението се спасява с бягство в планината Висок кладенец, а всички 66 къщи са ограбени и опожарени. От селото загива четникът Мице Кривенски край Цапари. След въстанието селото получава помощи от българския владика Григорий Пелагонийски.
И ние сме изгорени... нъ не сме както други пострадали: човѣшки жертви нѣма отъ нашето село. Когато на 15. августъ войски и башибозукъ се завръщаха отъ къмъ Крушово и Смилево едно отдѣление отъ 40 души нападна селото ограби го и го подпали. На 19. сѫщи друга многобройна войска го нападна, намѣри всички скрити вещи и покъщнина и ги отнесе, като подпали и всичкото събрано на купи сѣно . Насе лението се укриваше въ планината Високъ кладенецъ, дѣто успѣхме да спасимъ и една часть отъ живата стока. Тукъ прѣкарахме 7 седмици и сега скоро се завърнахме въ село... [Живеемъ] въ колиби, които на двѣ натри стъкмихме. Казватъ, че държавата щѣла да ни издигне кѫщитѣ както сѫ били... Единъ само [отъ четницитѣ отъ Кривени] падна мъртъвъ въ сражението при Цапари.
В началото на XX век българското население на селото е под върховенството на Българската екзархия. По данни на секретаря на екзархията Димитър Мишев („La Macédoine et sa Population Chrétienne“) през 1905 година в Кривени има 520 българи екзархисти и функционира българско училище.
При избухването на Балканската война пет души от Кривени са доброволци в Македоно-одринското опълчение.
В 1930 година учител в основното училище в селото е Милорад Жунич, който се провъзгласява за сръбски комитски войвода и подлага на терор местните жители.
Според преброяването от 2002 година селото има 27 жители.
| Националност     | Всичко |
| северномакедонци | 27     |
| албанци          | 0      |
| турци            | 0      |
| цигани           | 0      |
| власи            | 0      |
| сърби            | 0      |
| бошняци          | 0      |
| други            | 0      |

## Личности
Родени в Кривени
- Бише, ресенски войвода на ВМОРО в началото на 1903 година[11]
- Васил Иван, арестуван преди април 1904 година, обвинен, че „в 1318 година (14 март 1902 - 13 март 1903) заедно с Миче Васил е убил бекчиите на село Кривени Исмаил и Зейнел“, осъден на 8 години каторга, амнистиран с общата амнистия от 12 април 1904 година[12]
- Геро Ресенски (? – 1905), български революционер
- Димитър Талев Кипрев, български революционер от ВМОРО[13]
- Ефто Наумов Павлов, български революционер от ВМОРО[14]
- Миче Васил, арестуван преди април 1904 година, обвинен, че „в 1318 година (14 март 1902 - 13 март 1903) заедно с Васил Иван е убил бекчиите на село Кривени Исмаил и Зейнел“, осъден на 15 години каторга, амнистиран с общата амнистия от 12 април 1904 година[12]
- Нанчо Гошев Петков, български революционер от ВМОРО[14]
- Ноне Божинов, български революционер от ВМОРО[15]
- Павле Настов Кузманов, български революционер от ВМОРО[13]
- Панде Димитров Божинов, български революционер от ВМОРО[15]
- Сотир Лазов Груев, български революционер от ВМОРО[16]
- Сотир Янков Божинов, български революционер от ВМОРО[15]
- Стефан Лазов (Лазаров) Груев, войвода на четата на село Перово в Илинденско-Преображенското въстание[16][17]
- Тасе Мицев Божинов, български революционер от ВМОРО[15]
- Тодор Стефанов Бойков, български революционер от ВМОРО[15]

Починали в Кривени
- Геро Ресенски (? – 1905), български революционер
- Иван Трайчев (1880 – 1905), български революционер
- Кръсте Стоянов (1880 – 1905), български книгоиздател